# Bad Ischl

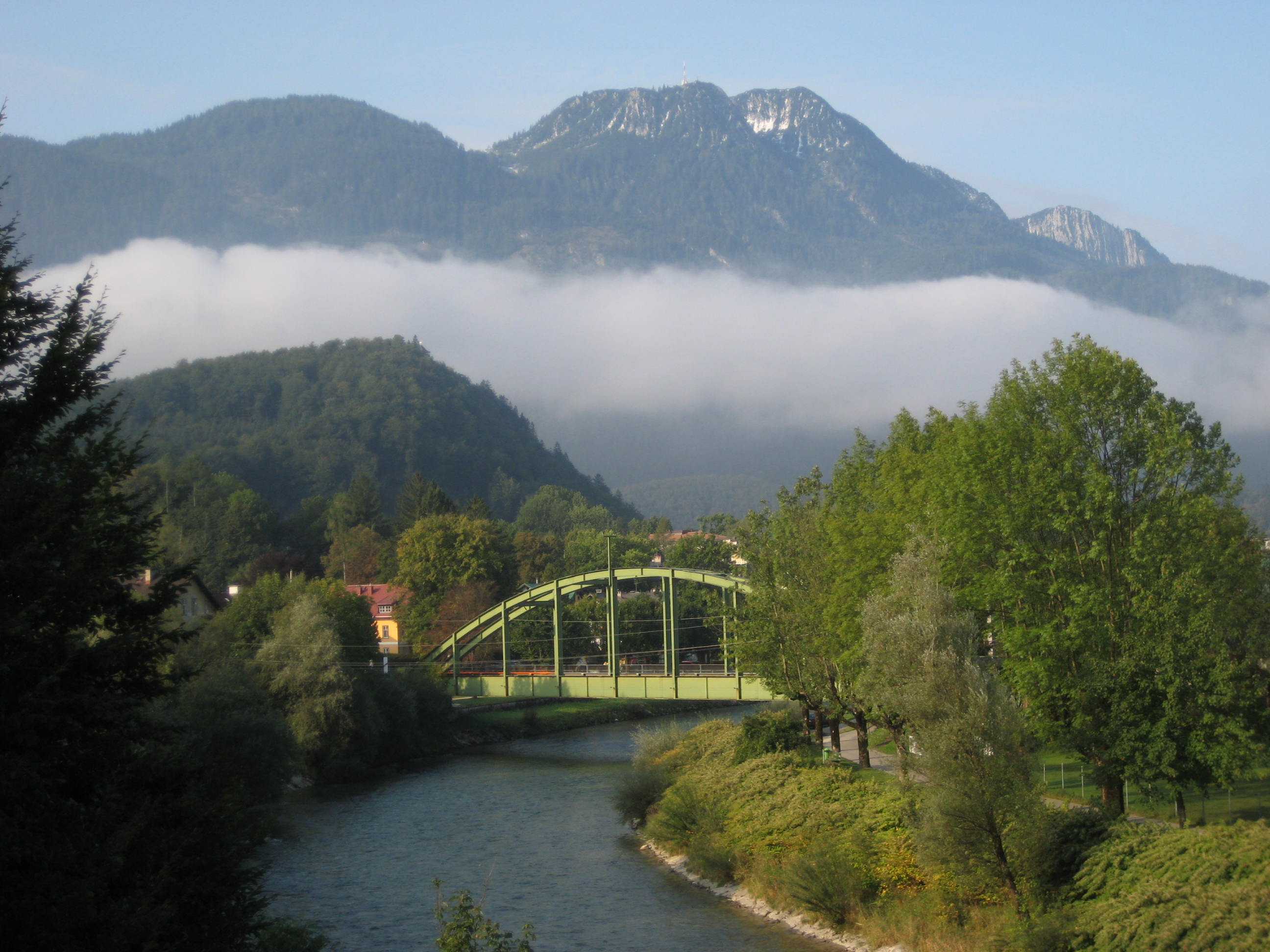
Sông Traun, dưới mây là đỉnh Siriuskogl (599 m), trên đó là Katrin

Bad Ischl (Tiếng Đức Áo [baːt ˈɪʃl̩]) là một thị trấn suối khoáng ở Áo. Nó nằm ở phía nam của Thượng Áo, bên dòng sông Traun ở trung tâm vùng Salzkammergut. Thị trấn bao gồm các Katastralgemeinden: Ahorn, Bad Ischl, Haiden, Jainzen, Kaltenbach, Lauffen, Lindau, Pfandl, Perneck, Reiterndorf và Rettenbach. Nó được nối với làng Strobl bởi sông Ischl, chảy ra từ Wolfgangsee, và chảy vào Traunsee. Nơi đây có Kaiservilla, dinh thự mùa hè của các quân chủ Áo-Hung, Hoàng đế Franz Joseph I và Hoàng hậu Elisabeth. Năm 2024, Bad Ischl là một trong những Thủ đô Văn hóa châu Âu – thành phố thứ ba ở Áo sau Graz (2003) và Linz (2009).

## Lịch sử

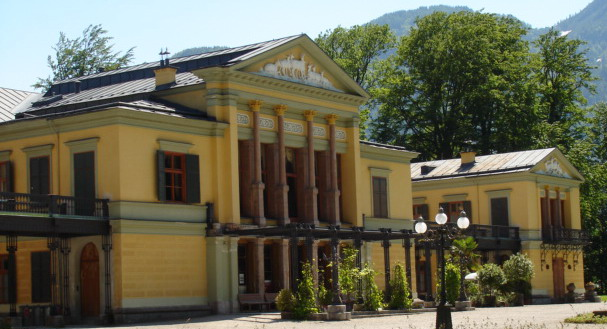
Kaiservilla

Con người đã sinh sống ở khu vực Bad Ischl từ thời văn hóa Hallstatt tiền sử; bằng chứng tài liệu về khu định cư có từ một văn kiện năm 1262, trong đó nó xuất hiện với tên Iselen. Năm 1419, Albert V của Áo thành lập trụ sở địa phương của Phòng muối (Salzkammer) tại lâu đài Wildenstein, và Ischl được cấp đặc quyền thị trấn năm 1466 bởi Hoàng đế Frederick III. Mỏ muối đầu tiên được mở năm 1563, một ruộng muối bay hơi (tiếng Đức: Saline) theo sau vào năm 1571.
Khi đầu thế kỷ 19, tắm nước muối trở nên phổ biến ở châu Âu lục địa, Ischl nhanh chóng trở thành một khu nghỉ dưỡng suối khoáng thời thượng – những vị khách nổi bật gồm Thân vương Klemens Wenzel von Metternich (1773–1859), Đại công tước Rudolf của Áo (1788–1831) và Đại công tước Franz Karl của Áo (1802–1878). Khách sạn Post, khai trương năm 1828, là khách sạn đầu tiên trong toàn bộ khu vực Salzkammergut. Năm 1849, con trai của Franz Karl, Hoàng đế Franz Joseph I của Áo đã chọn thị trấn này làm dinh thự mùa hè của mình.
Ngày 19 tháng 8 năm 1853, lễ đính hôn giữa Franz Joseph và Elisabeth của Bayern (Sisi) diễn ra tại Seeauerhaus, Esplanade số 10, nơi từ năm 1989 là Museum der Stadt Bad Ischl.
Năm 1854, mẹ của Hoàng đế, Đại công tước Sophie, tặng ông Kaiservilla làm quà cưới. Biệt thự trở thành nơi ở mùa hè của hoàng gia; Franz Joseph đã mô tả nó là "Thiên đường trên Trái Đất". Hoàng đế còn ban cho tình nhân Katharina Schratt một dinh thự gần đó, có thể đi đến bằng một lối mòn bí mật. Tại Kaiservilla ngày 28 tháng 7 năm 1914, Franz Joseph ký tuyên chiến của Áo-Hung chống lại Vương quốc Serbia, khởi đầu cho Chiến tranh thế giới thứ nhất. Ông rời Bad Ischl vào ngày hôm sau và không bao giờ trở lại. Gia tộc Nhà Habsburg-Lorraine vẫn sở hữu biệt thự, mặc dù khu vườn và một phần dinh thự hiện đã mở cửa cho công chúng.
Sau thất bại của Đức Quốc xã năm 1945 trong Chiến tranh thế giới thứ hai, Bad Ischl trở thành nơi đặt một trại người tị nạn cho những người sống sót sau Holocaust và các trại tập trung Đức Quốc xã ở Đông Âu. Cư dân người tị nạn chủ yếu là người Do Thái từ Ba Lan và các nước láng giềng. Họ được cung cấp chỗ ở, thực phẩm, chăm sóc y tế và hỗ trợ hành chính cho đến khi tìm được nơi ở ổn định hơn. Nhiều người đã rời đi đến Hoa Kỳ, Israel hoặc Canada. Trại tị nạn Bad Ischl hoạt động từ năm 1945 cho đến năm 1952.

## Dân số

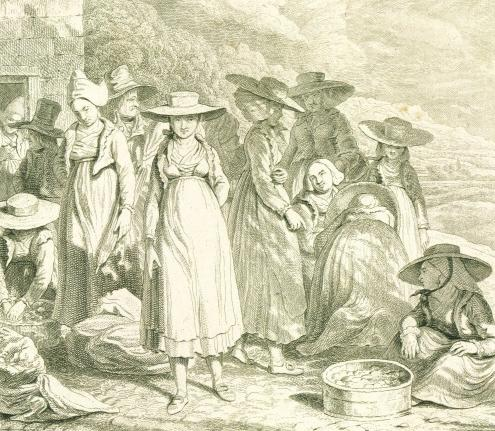
Tranh khắc đồng của Anh Ischl, Sunday Cloathes, buying fruit, năm 1822

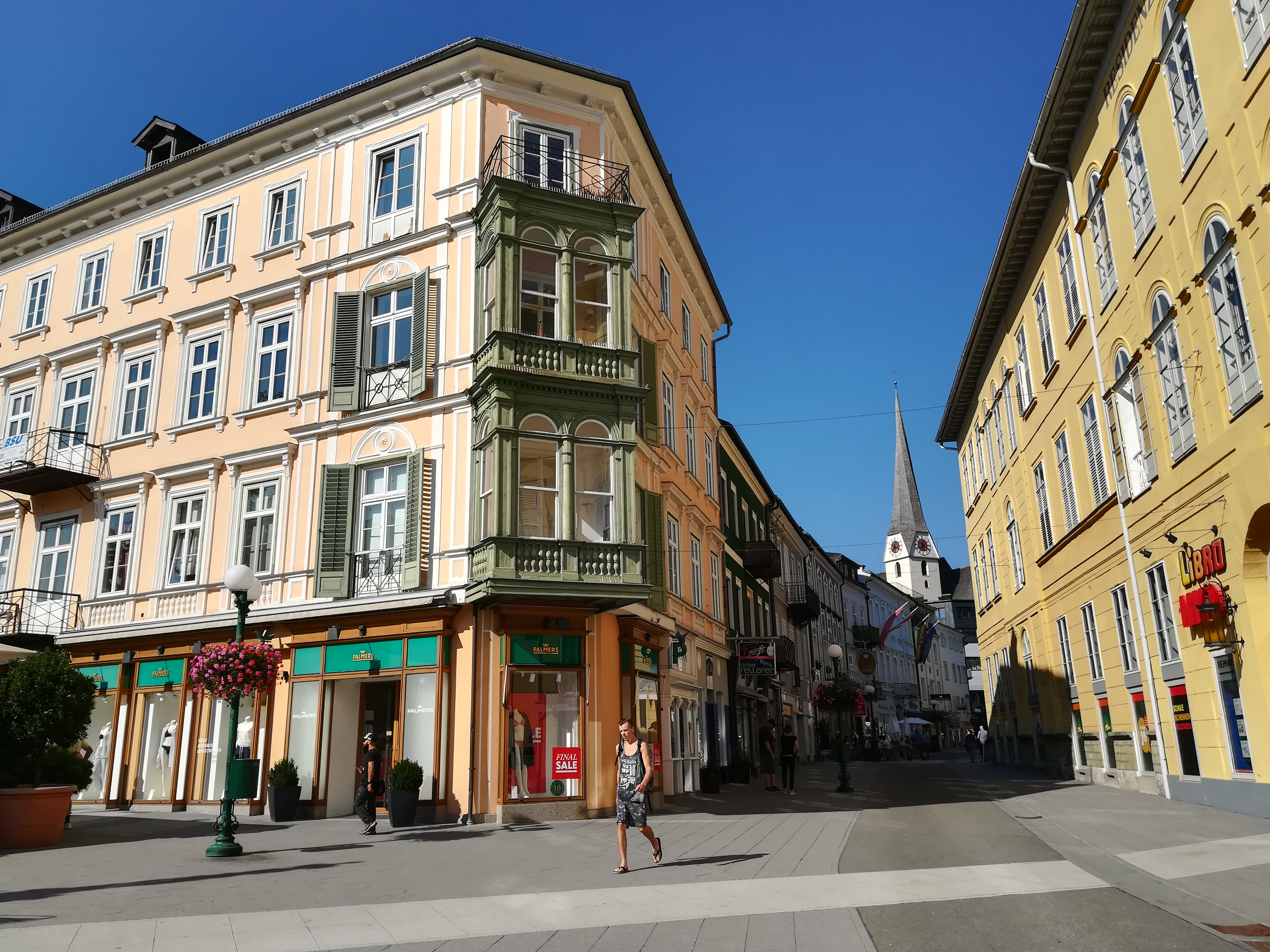
Bad Ischl, nhà thờ trên phố

Khoảng 15% dân số thành phố là người sinh ở nước ngoài vào năm 2019.

## Danh lam thắng cảnh
Ngoài Kaiservilla, thành phố còn có nhiều suối khoáng và điểm tham quan du lịch, như Kongresshaus lịch sử mở cửa năm 1875, Kurhaus mới do Clemens Holzmeister xây dựng năm 1932, cũng như Lehár Villa, nơi ở cũ của Franz Lehár, mà ông đã mua năm 1912 và nay được dùng làm bảo tàng. Nhà thờ giáo xứ Thánh Nicholas được nhắc đến lần đầu trong một văn kiện năm 1344.
Bad Ischl cũng nổi tiếng với tiệm bánh ngọt Konditorei Zauner, trước đây là k.u.k. nhà cung cấp hoàng gia thành lập năm 1832, và Lehártheater nhỏ được xây năm 1827.
Một cáp treo gondola chạy từ thị trấn lên đến đồng cỏ núi Katrin ở độ cao 1.415 m (4.643 ft), nơi có thể ngắm toàn cảnh dãy núi Salzkammergut. Tàn tích của lâu đài Wildenstein, bị thiêu rụi năm 1715, nằm gần đó.
Nghĩa trang Bad Ischl được bang Thượng Áo công nhận là di tích lịch sử được bảo vệ. Trong số những người được chôn cất tại đây có các nhà soạn nhạc Franz Lehár, Rudi Gfaller và Oscar Straus.

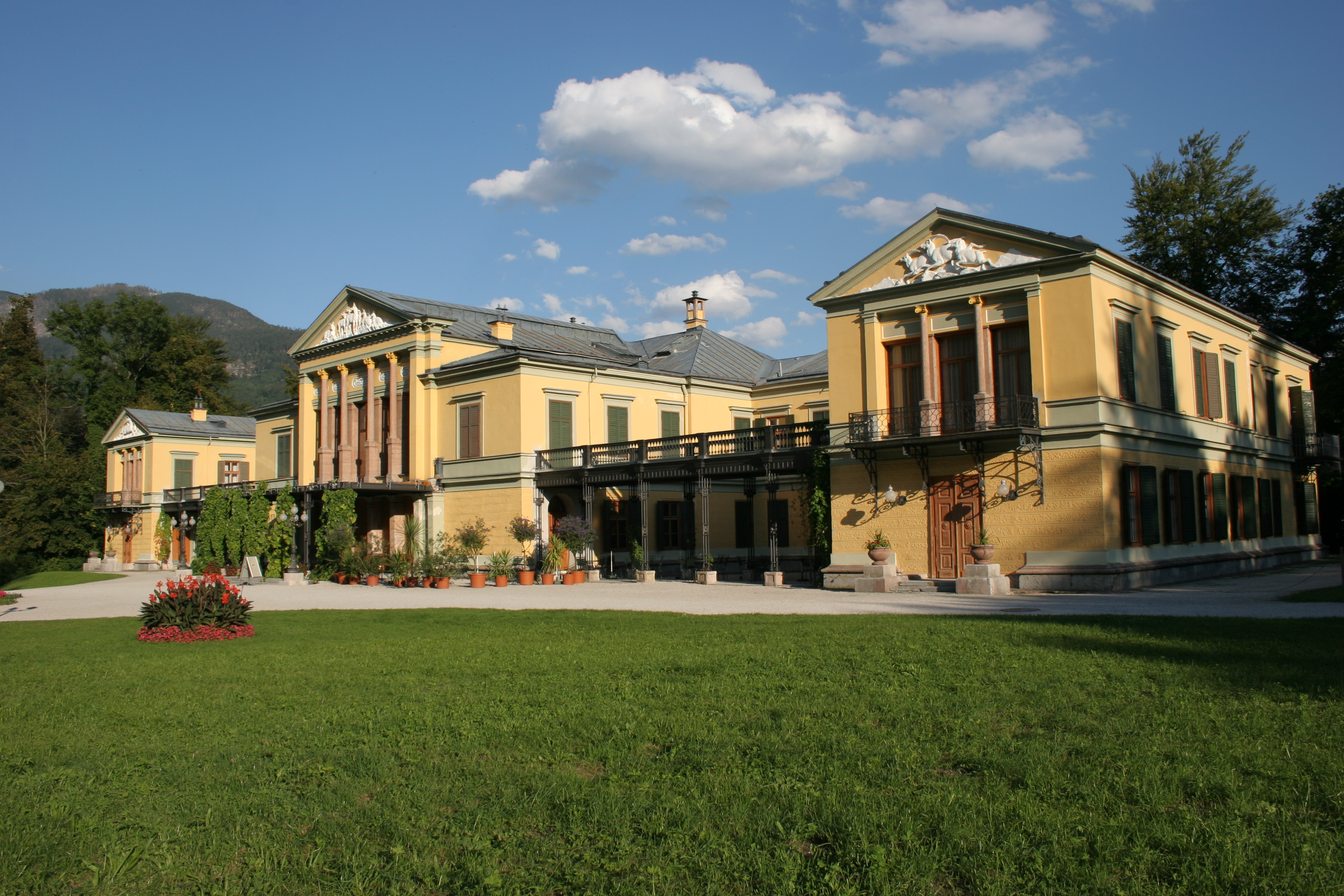
Kaiservilla
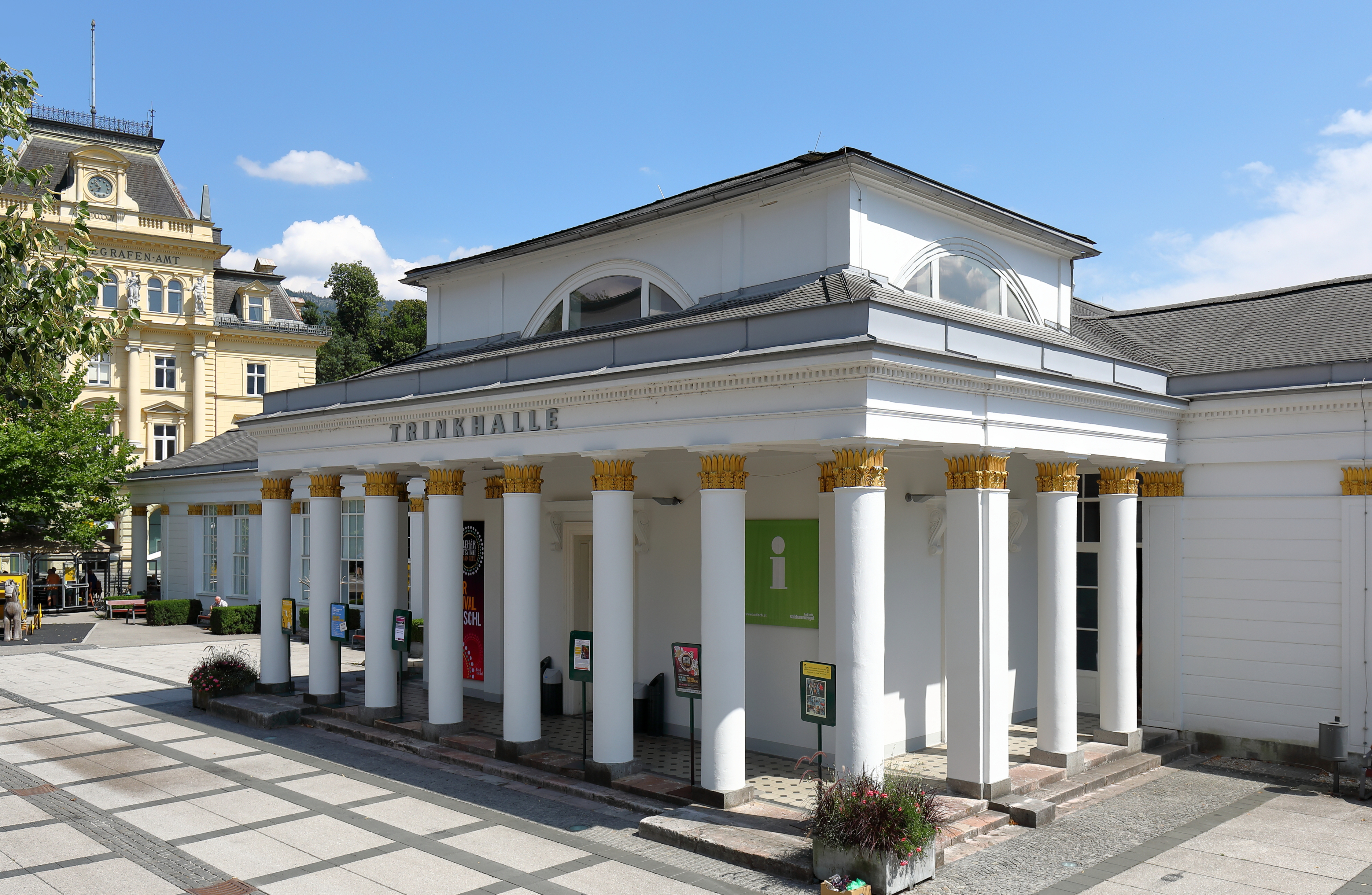
Trinkhalle
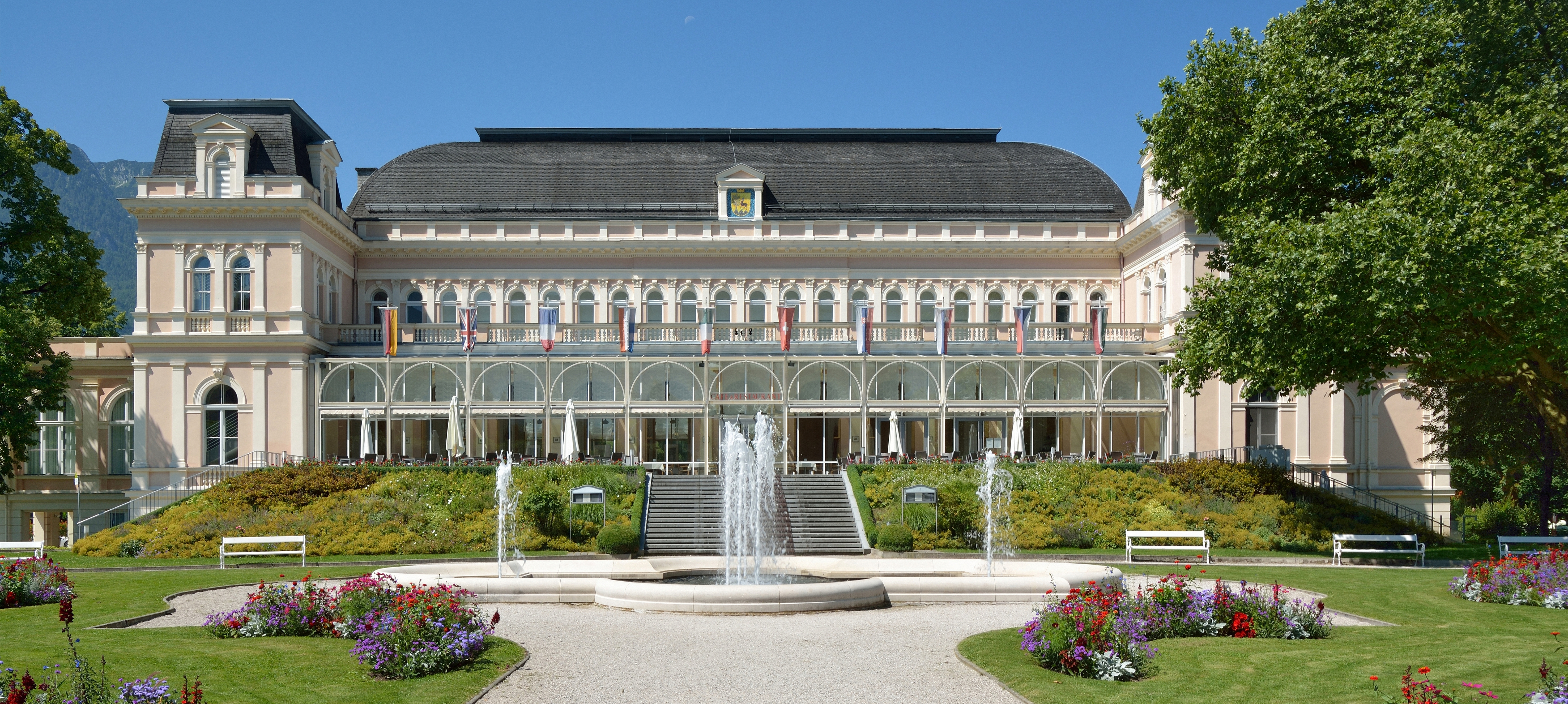
Kongress- und Theaterhaus
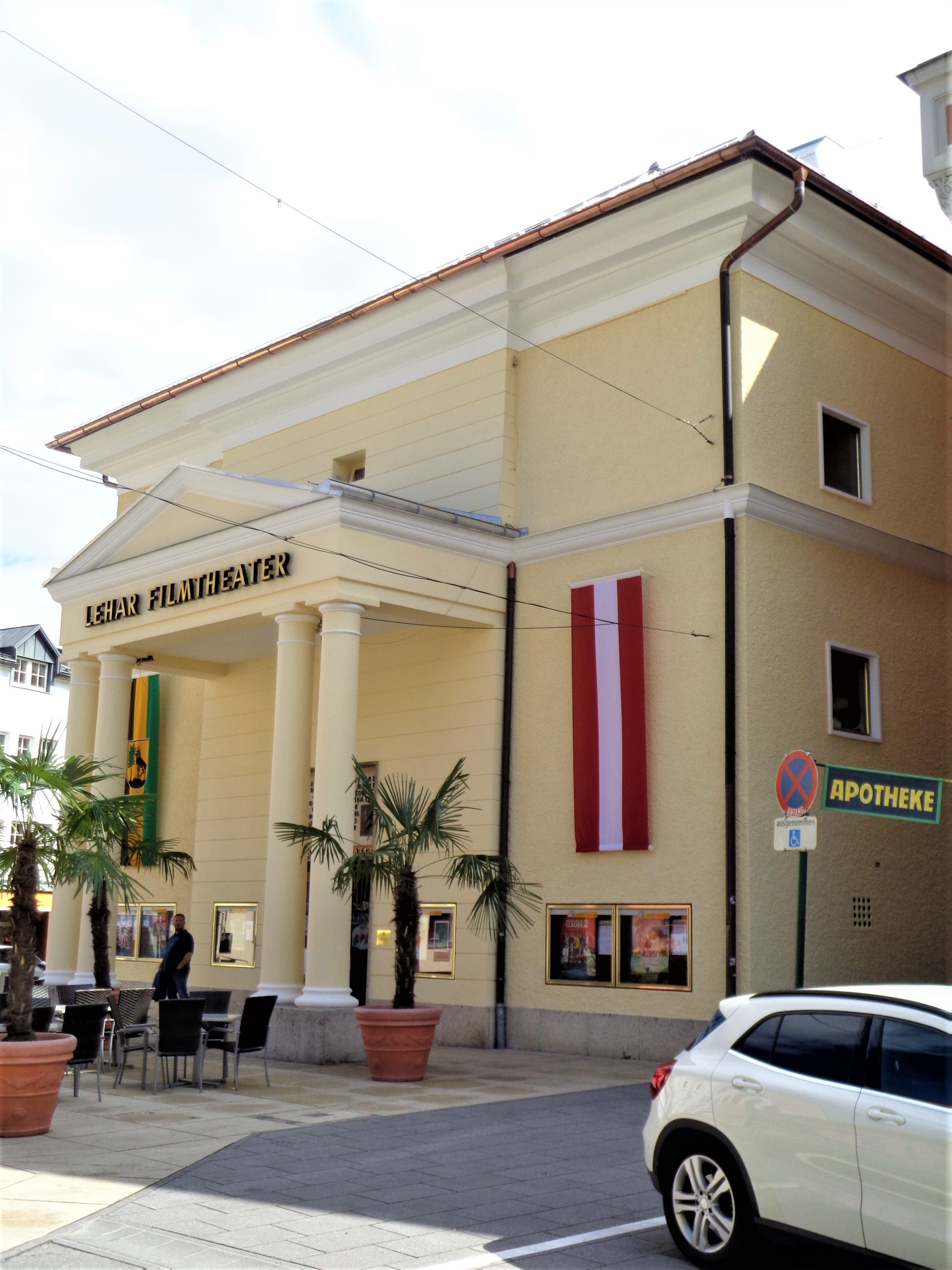
Rạp chiếu phim Lehár
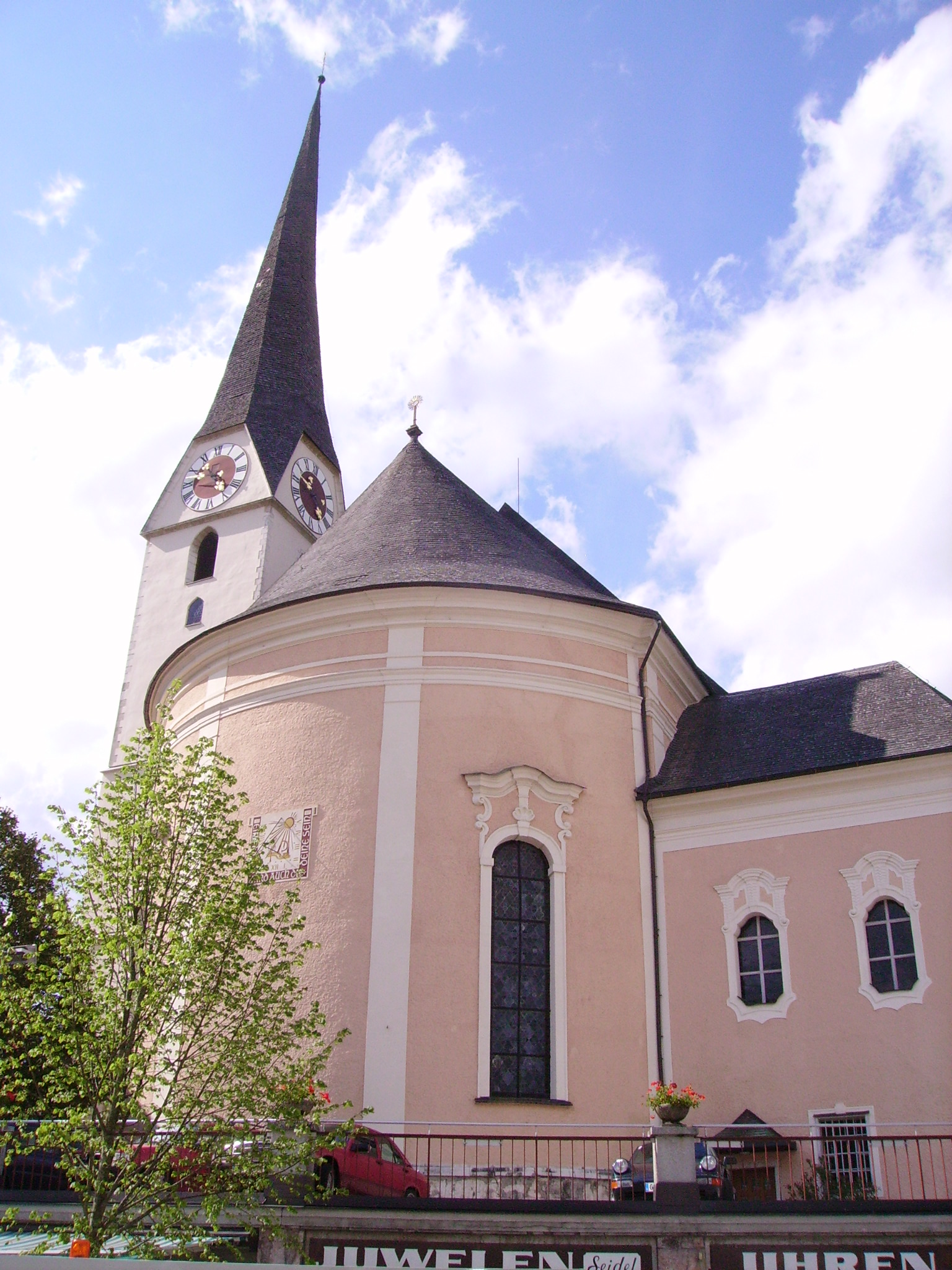
Nhà thờ Thánh Nicholas

## Nhân vật nổi bật

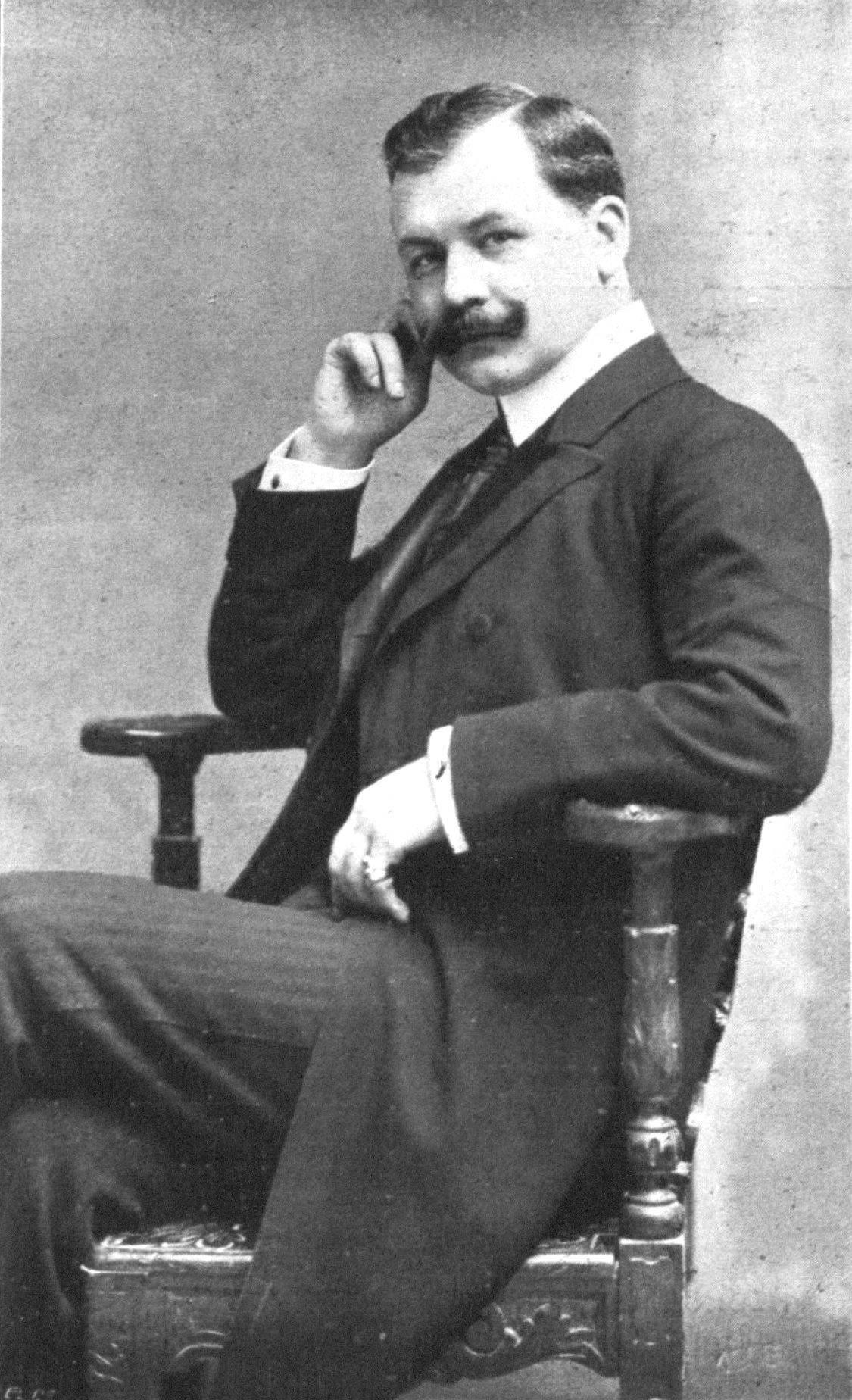
Franz Lehár, 1906

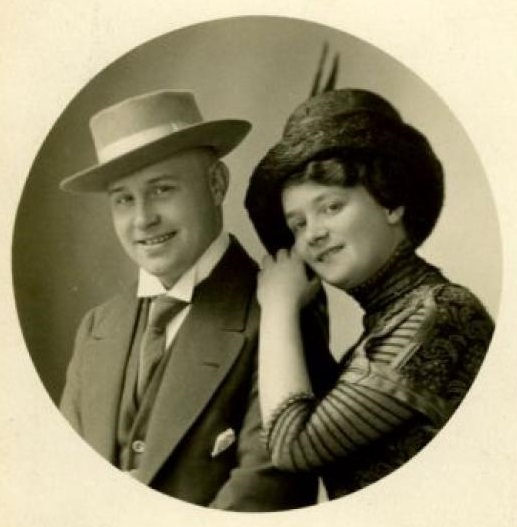
Rudi Gfaller và Therese Wiet, 1914

- Leopold Hasner von Artha (1818 – 1891 tại Bad Ischl), chính trị gia, Thủ tướng thứ 4 của Cisleithania
- Johannes Brahms (1833 – 1897), nhà soạn nhạc người Đức
- Franz Lehár (1870 – 1948 tại Bad Ischl), nhà soạn nhạc operetta, tác giả The Merry Widow
- Oscar Straus (1870 – 1954 tại Bad Ischl), nhà soạn nhạc operetta và nhạc phim
- Wilhelm von Mirbach (1871 tại Bad Ischl – 1918), nhà ngoại giao Đức, bị ám sát ở Moskva
- Leo Perutz (1882 – 1957 tại Bad Ischl), tiểu thuyết gia và nhà toán học Áo
- Rudi Gfaller (1882 – 1972 tại Bad Ischl), nhà soạn nhạc operetta và ca sĩ
- Viktor Schauberger (1885 – 1958), kiểm lâm, nhà tự nhiên học, triết gia, nhà phát minh và người theo giả khoa học
- Therese Wiet (1885 – 1971 tại Bad Ischl), ca sĩ operetta và ca sĩ hòa nhạc người Áo
- Karl Eglseer (1890 tại Bad Ischl – 1944), tướng của Wehrmacht trong Thế chiến II
- Wolfram von Richthofen (1895 – 1945), thống chế Đức, chết khi bị giam tại Bad Ischl
- Resi Pesendorfer (1902 tại Bad Ischl – 1989), nhà hoạt động kháng chiến chống Austrofascism
- Leopold Engleitner (1905 – 2013), người phản đối lương tâm, lớn lên ở Bad Ischl
- Jacques de Menasce (1905 tại Bad Ischl – 1960), nhà soạn nhạc, nghệ sĩ piano và nhà phê bình
- Josef Plieseis (1913 – 1966), chiến sĩ cộng sản trong phong trào Widerstand
- Sir Henry Rowe KCB, QC (1916 – 1992), luật sư và người soạn thảo nghị viện Anh
- Sir Gustav Nossal CBE FRS (sinh 1931), nhà nghiên cứu sinh học về hình thành kháng thể và dung nạp miễn dịch
- Franz Josef Altenburg (1941 – 2021), quý tộc, nghệ nhân gốm và nhà điêu khắc
- Helmut Berger (sinh 1944 tại Bad Ischl), diễn viên nổi tiếng với các vai diễn tự ái và mơ hồ giới tính
- Jörg Haider (1950 – 2008), chính trị gia (FPÖ), từng học ở Bad Ischl
- Roger Lewis (sinh 1960), học giả xứ Wales, nhà viết tiểu sử và nhà báo; sống tại Bad Ischl

### Thể thao
- Udo Plamberger (sinh 1971 tại Bad Ischl), cựu vận động viên quần vợt chuyên nghiệp
- Wolfgang Loitzl (sinh 1980), cựu vận động viên nhảy trượt tuyết Áo, huy chương vàng đồng đội tại Thế vận hội Mùa đông 2010
- Sarah Zadrazil (sinh 1993), cầu thủ bóng đá nữ Áo, đã chơi 111 trận cho Đội tuyển bóng đá nữ quốc gia Áo
- Carina Edlinger (sinh 1998), vận động viên trượt tuyết băng đồng Paralympic khiếm thị, từng đoạt huy chương

## Thành phố kết nghĩa
- Gödöllő,  Hungary
- Opatija,  Croatia
- Sarajevo,  Bosna và Hercegovina